# Aszaryci
Aszaryci (arab. الأشاعرة) – najważniejszy z odłamów sunnickiego kalamu.
Nazwa kierunku pochodzi od nazwiska teologa Al-Aszariego (ok. 874–936). Był to swoisty kompromis między naukami mutazylitów a poglądami ortodoksyjnego islamu, do zderzenia których doszło na początku IX wieku. Najważniejsi przedstawiciele aszaryzmu to: Abu Bakr al-Bakillani (zm. 1013), Al-Dżuwajni (zm. 1085) i Al-Ghazali (zm. 1111).

## Poglądy
Aszaryci byli w swoich poglądach mniej radykalni niż mutazylici. Ich eponimicznym założycielem był Abu al-Hasan al-Aszari (ok. 874-936). Do czterdziestego roku życia był on mutazylitą, uczniem Abu Ali Muhammada al-Dżubba’iego, jednak ostatecznie stwierdził, że jego mistrz pozostaje w błędzie i stworzył własną doktrynę teologiczną, w której przechowało się jednak wiele pozostałości mutazylizmu. Późniejsi ważni przedstawiciele aszaryzmu to m.in. Al-Bakillani (zm. 1013), Al-Dżuwajni (zm. 1085), najważniejszy z nich, Al-Ghazali (ok. 1058–1111), oraz Al-Idżi (zm. 1355).
Jedną z najbardziej istotnych cech myśli tego nurtu jest determinizm, który umożliwił im recepcję stoicyzmu. Aszaryci wierzyli, że wszystko w świecie jest z góry ustanowione i kierowane przez Boga, w związku z czym najbliższą im ontologią był wzorowany na starożytnym atomizm. Każda rzecz stworzona składa się z pewnej określonej liczby identycznych atomów, różnice jakościowe między nimi wyznaczane są przez ich konfiguracje, a ich istnienie i przemijanie polega na łączeniu i dzieleniu się atomów. Konsekwencje etyczne tej ontologii umożliwiają filozoficzne, racjonalne ugruntowanie ortodoksyjnej muzułmańskiej tezy, że wszystko na świecie dzieje się z woli Allaha, której ludzie powinni być bezwzględnie poddani. Człowiek jest więc biernym narzędziem Boga. System ten Al-Aszari połączył z sunną w spójną, złożoną doktrynę teologiczną. Deterministyczna koncepcja przyczynowości pozwoliła tu pogodzić racjonalną myśl z Koranem, ale także afirmowała przyczynowe, racjonalne wyjaśnianie zjawisk, które jako w pełni zgodne z nim było uważane nawet za równe mu.